# Epiphron
Nella mitologia greca, Epiphron (in greco: Ἐπίφρων) era il figlio di Erebo e Notte; spirito di prudenza, accortezza, pensosità e sagacia.